# 小林まり枝
小林 まり枝（こばやし まりえ、1986年10月25日 - ）は、日本のタレントである。
埼玉県深谷市出身。太田プロダクション所属。

## 来歴・人物
高校生時代にダンスの全国大会に出場。
2008年10月から『イツザイ』で放送された『ハッスル・第2のインリン様オーディション』に出場。長澤つぐみ、蓬莱沙織、憂季、美月あかりとともに最終候補者5人のうちに選ばれ、『小林ジュリエットまり枝』のキャラクター名、バレリーナの姿でリングに上がり、マイクアピールの審査でNo1となるなどしたが、最終的に高田総統から「全員失格」を告げられ、ハッスルデビューはかなわなかった。この後も、2009年3月25日に行われた『ハッスル2代目モンスター℃オーディション』に出場するも、高田総統はプロレスリング・ノアから出場した志賀賢太郎を合格者として決定し、この時もハッスルデビューを逃した。
2009年1月から芸能人女子フットサルチーム、YOTSUYA CLOVERSに所属。背番号は「9」。

## 出演

### テレビ
- イツザイ（テレビ東京） - 『ハッスル・第2のインリン様オーディション』
- GOLD（フジテレビ） - 第1話・雨宮千恵子役